# Бандиты против самураев
«Бандиты против самураев», в оригинале — «Нидзаэмон Кумокири»  (яп. 雲霧仁左衛門: кумокири нидзаэмон; англ. Bandit vs. Samurai Squad) — японский кинофильм в жанре тямбара, поставленный известным мастером жанрового кино, режиссёром Хидэо Гося в 1978 году. Сценарий Канэо Икэгами на основе сюжета Сётаро Икэнами. В этой «мягкой тямбаре» (так назвал этот фильм американский критик Александр Джейкоби) налицо все приметы жанра — кража со взломом, кровная месть, убийства и кровавые бои на мечах, однако многих поклонников режиссёра данная его работа разочаровала.

## Сюжет
Действие фильма начинает развиваться весной 1722 года в городе Эдо. Власти обеспокоены участившимися налетами на дома состоятельных людей. Ночные нападения совершаются по одной и той-же схеме — группа людей пробирается в дом как будто заранее зная, и лучшее место для проникновения, и план расположения комнат, и то где спрятаны деньги. Для борьбы с бандитами выделяется специальный отряд самурайской полиции. Главный герой повествования — бывший самурай Куроноскэ Цудзи, преданный своим хозяином и обвинённый в растрате казённых средств. Теперь он носит имя Нидзаэмон Кумокири и возглавляет шайку бандитов. После очередного удачного грабежа Кумокири решает, что после десяти лет успешной деятельности настала пора завязать и прежде чем он распустит свою шайку, планируется последнее дело — ограбление богатого торговца кимоно Китибэя Мацуи. Молодой амбициозный самурай Сикибу Абэ, возглавляющий полицейский отряд по поимке знаменитых воров идёт по пятам банды и устраивает им ловушку в доме торговца кимоно. Многие члены банды были пойманы и казнены. Но неуловимому предводителю бандитов Кумокири удаётся ускользнуть. В заключительной части фильма, которая датируется осенью того же 1722 года, Кумокири делает нападение на замок своего старого хозяина, чтобы отомстить за свою семью.

## В ролях
- Тацуя Накадай — самурай Кураноскэ Цудзи, он же бандит Нидзаэмон Кумокири
- Косиро Мацумото (в титрах: Сомэгоро Итикава) — Сикиру Абэ
- Сима Ивасита — Отиё
- Кэйко Мацудзака — Сино
- Хироюки Нагато — Китигоро, командир в банде Кумокири
- Мицуко Байсё — Омацу
- Тэрухико Аой — священник Рокуноскэ
- Исао Нацуяги — Кумагоро
- Такудзо Каватани — Сандзи
- Хидэо Такамацу — Тобэй Ямада
- Рёхэй Утида — Ёмосити Сэнсю
- Синго Ямасиро — Дзинноскэ Окада
- Ёсио Инаба — Сэйдзо
- Дзюнко Миясита — Омаки, проститутка
- Дзё Сисидо — Томиноити, слепой массажист
- Микио Нарита — Покаэмон
- Куниэ Танака — Рикити Комадэра
- Тэцуро Тамба — Китибэй Мацуя, торговец кимоно
- Такаси Ямагути — советник Цугутомо Овари
- Тацуо Умэмия — Дзюдаю Араки
- Го Като — Мацуё Оокубо, члена совета сёгуна
- Эйтаро Одзава — рассказчик (голос за кадром)

## Премьеры
- — национальная премьера фильма состоялась 1 июля 1978 года[3].
- — фильм демонстрировался в венгерском прокате с 11 февраля 1982 года[4].

## Награды и номинации
Премия Японской киноакадемии
- 2-я церемония вручения премии (1979)[5]

Номинация в категории:
- Лучшая актриса второго плана — Дзюнко Миясита (ex aequo: «Взрыв динамита», реж. Кихати Окамото)

Премия «Голубая лента»
- 21-я церемония награждения (1979 год)[6]

Выиграны:
- Премия лучшей актрисе второго плана 1978 года — Дзюнко Миясита (ex aequo: «Взрыв динамита»)